# Ariya Daivari
Ariya Daivari (* 11. April 1989 in Plymouth, Minnesota) ist ein amerikanischer Wrestler. Er stand zuletzt bei der WWE unter Vertrag und trat regelmäßig in deren Show 205 Live auf.

## Wrestling-Karriere

### Free Agent (2006–2016)
Nachdem er in der Highschool Tae Kwon Do und Amateur Wrestling ausgeübt hatte, wurde er von seinem Bruder Shawn Daivari Arik Cannon im professionellen Wrestling ausgebildet. Er trainierte auch mit Shelton Benjamin und dem ehemaligen WWE Darsteller Ken Anderson. Sein Debüt-Match fand am 26. September 2006 bei einem Event der Midwest Pro Wrestling Academy im Nachtclub First Avenue statt. Bis zu seinem WWE-Debüt im Jahr 2016 trat er bei verschiedenen Promotions in den USA auf, darunter Ring of Honor, Global Force Wrestling und dem indischen Projekt Ring Ka King von Total Nonstop Action Wrestling.

### World Wrestling Entertainment (2016–2021)
Daivaris erste Erfahrung mit WWE war das Wrestling in einem nicht im Fernsehen übertragenen Match für SmackDown im Jahr 2013. Im folgenden Jahr nahm er an einem Tryout im WWE Performance Center teil.
Am 13. Juni 2016 wurde Daivari als Teilnehmer im WWE Cruiserweight Classic bekannt gegeben, er schied jedoch bereits nach der ersten Runde aus. In der Folge von Raw vom 10. Oktober 2016 gab Daivari sein Debüt als Teil der Cruiserweight Division bei Raw. Hiernach begann er eine Fehde mit Jack Gallagher, welche er jedoch verlor. Am 23. Januar 2018 nahm er an einem Turnier für die vakante NXT Cruiserweight Championship teil, verlor jedoch in der ersten Runde gegen den Buddy Murphy. Nach einer längeren Auszeit, in der er sich von einer Verletzung erholte, kehrte Daivari in der Folge von 205 Live vom 28. November zurück und griff gemeinsam mit Kenta Kobayashi einen lokalen Jobber an. In der Folge von 205 Live vom 23. März besiegte Daivari Cedric Alexander nach einer Ablenkung von Oney Lorcan. In der Folge von 205 Live vom 23. April besiegte Daivari Lorcan und wurde der Nummer-Eins-Herausforderer für die Cruiserweight Championship, den Titel konnte er jedoch nicht gewinnen. Am 25. Juni 2021 wurde er von der WWE entlassen.

## Titel und Auszeichnungen
- American Wrestling Association
  - AWA Rush YouTube Championship (1×)

- American Wrestling Federation
  - AWF Elite Championship (1×)
  - AWF Heavyweight Championship (2×)

- Born Championship Wrestling
  - BCW Tag Team Championships (1×) mit Judd Jennrich

- F1RST Wrestling
  - F1RST Wrestlepalooza Championship (1×)

- French Lake Wrestling Association
  - FLWA VFW Championship (1×)

- Heavy on Wrestling
  - HOW Undisputed Championship (1×)

- Insane Championship Wrestling
  - ICW Tag Team Championship (1×) mit Shawn Daivari

- National Wrestling Alliance Midwest
  - NWA Midwest X-Division Championship (1×)

- National Wrestling Alliance Wisconsin
  - NWA Wisconsin Tag Team Championship (1×) mit Dysfunction

- Prime Time Wrestling
  - PTW Heavyweight Championship (2×)

- Pro Wrestling Illustrated
  - Nummer 201 der Top 500 Wrestler in der PWI 500 in 2017